# Sans pitié (film, 1986)
Pour les articles homonymes, voir Sans pitié.
Pour plus de détails, voir Fiche technique et Distribution.
Sans pitié (No Mercy) est un film américain de Richard Pearce sorti le 19 décembre 1986 aux États-Unis et le 1er mars 1987 en France.

## Synopsis
Deux policiers de Chicago, Eddie Jillette et Joe Collins, arrêtent un petit dealer, qui les rencarde aussitôt sur un gros coup. Un gros bonnet de La Nouvelle-Orléans l'a engagé pour exécuter une personne. Eddie décide alors de se faire passer pour le tueur et prend contact avec Paul Deveneux, le commanditaire. Mais l'opération tourne mal et Joe se fait poignarder à mort. Fou de rage, Eddie décide de se venger et enlève Michèle Duval, la ravissante amie de Deneuveux. Peu à peu Eddie tombe amoureux de Michèle.

## Fiche technique
- Titre : Sans pitié
- Titre original : No Mercy
- Réalisation : Richard Pearce
- Scénario : James Carabatsos
- Musique : Alan Silvestri
- Photographie : Michel Brault
- Montage : Gerald B. Greenberg et Bill Yahraus
- Production : D. Constantine Conte
- Société de production : TriStar Pictures, Delphi IV Productions et Delphi V Productions
- Société de distribution : TriStar Pictures (États-Unis)
- Pays :  États-Unis
- Genre : Policier, drame, romance et thriller
- Durée : 106 minutes
- Date de sortie en salles : 19 décembre 1986 (États-Unis) / 1er mars 1987 (France)

## Distribution
- Richard Gere (VF : Richard Darbois) :  Le lieutenant Eddie Jillette du Chicago Police Department
- Kim Basinger (VF : Anne Canovas) : Michele Duval
- Jeroen Krabbé (VF : Patrick Floersheim) : Losado
- George Dzundza (VF : Roger Carel) : Le capitaine Stemkowski du Chicago Police Department
- William Atherton (VF : Jean-Pierre Leroux) : Allan Deveneux
- Gary Basaraba : Joe Collins
- Bruce McGill (VF : Jean-Claude Robbe) : Le lieutenant Hall du Chicago Police Department
- Terry Kinney (VF : Jean-Luc Kayser) : Paul Deveneux
- Ray Sharkey (VF : Emmanuel Jacomy) : Angles Ryan
- Charles S. Dutton (VF : Tola Koukoui) : Le sergent Sandy du New Orleans Police Department
- Marita Geraghty : Alice Collins
- Aleta Mitchell (en) : Cara
- Kim Chan (en) : Le vieil asiatique

## Autour du film
- Ce fut la première rencontre entre Richard Gere et Kim Basinger, qui se retrouvèrent en 1992 pour Sang chaud pour meurtre de sang-froid.